# Citharomangelia
Citharomangelia is een geslacht van weekdieren uit de klasse van de Gastropoda (slakken).

## Soorten
- Citharomangelia africana (G. B. Sowerby III, 1903)
- Citharomangelia bicinctula (Nevill & Nevill, 1871)
- Citharomangelia boakei (Nevill & Nevill, 1869)
- Citharomangelia denticulata (E. A. Smith, 1884)
- Citharomangelia elevata (E. A. Smith, 1884)
- Citharomangelia galigensis (Melvill, 1899)
- Citharomangelia pellucida (Reeve, 1846)
- Citharomangelia planilabroides (Tryon, 1884)
- Citharomangelia quadrilineata (G. B. Sowerby III, 1913)
- Citharomangelia richardi (Crosse, 1869)
- Citharomangelia townsendi (G. B. Sowerby III, 1895)